# Équipe d'Arabie saoudite de football à la Coupe d'Asie 1996
Cet article présente la campagne de l'Équipe d'Arabie saoudite de football lors de la phase finale de la Coupe d'Asie des nations de football 1996, organisée aux Émirats arabes unis. Le sélectionneur, le Portugais Nelo Vingada, en poste depuis le début d'année, a pour mission de reprendre le titre continental perdu face au Japon quatre ans plus tôt. Il parvient déjà à qualifier les Faucons Verts pour la phase finale, après une campagne éliminatoire rondement menée : 4 victoires en 4 matchs, dix buts marqués sans en encaisser un seul.
C'est l'attaquant Fahad al-Mehallel qui termine meilleur buteur saoudien lors de la compétition, avec quatre buts inscrits : trois buts au premier tour face à la Thaïlande (doublé) et l'Irak puis un but inscrit en quart de finale contre la Chine.
L'Arabie saoudite remporte le troisième titre asiatique de son histoire en quatre participations. Après avoir terminé à la deuxième place du groupe derrière l'Iran (qui la bat une nouvelle fois sèchement 3-0), les hommes de Vingada s'imposent face aux Chinois avant d'aller jusqu'à la séance de tirs au but lors de la demi-finale face à l'Iran puis en finale contre le pays organisateur, les Émirats arabes unis.

## Qualifications
L'Arabie saoudite est versée dans le groupe 9 avec le Kirghizistan et le Yémen. Les rencontres ont toutes lieu à Riyad.
| Rang | Équipe          | Pts | J | G | N | P | Bp | Bc | Diff |  | Résultats       |     |     |     |
| ---- | --------------- | --- | - | - | - | - | -- | -- | ---- |  | --------------- | --- | --- | --- |
| 1    | Arabie saoudite | 12  | 4 | 4 | 0 | 0 | 10 | 0  | +10  |  | Arabie saoudite |     | 3-0 | 4-0 |
| 2    | Kirghizistan    | 3   | 4 | 1 | 0 | 3 | 3  | 7  | -4   |  | Kirghizistan    | 0-2 |     | 3-1 |
| 3    | Yémen           | 3   | 4 | 1 | 0 | 3 | 2  | 8  | -6   |  | Yémen           | 0-1 | 1-0 |     |

## Préparation
Nelo Vingada dispose de son groupe d'internationaux dès la fin du mois de septembre 1996, soit plus de deux mois avant le début de la compétition. Les Saoudiens disputent treize matchs de préparation, dont cinq ont lieu dans le cadre de la Coupe du Golfe des nations, jouée à Oman.
| 22 septembre 1996 | Arabie saoudite      | 2 - 1 | Zambie       | Stade du Prince Abdullah Al-Faisal, Djeddah |                      |
|                   | al-Mehallel 54e, 90e |       | Malitoli 88e | Spectateurs : 20 000                        | Spectateurs : 20 000 |
|                   | (Rapport)            |       |              | Spectateurs : 20 000                        | Spectateurs : 20 000 |

| 25 septembre 1996 | Arabie saoudite | 1 - 3 | Zambie                             | Prince Mohamed bin Fahd Stadium, Dammam |                      |
|                   | Salim Souid 90e |       | Makasa 11e · Amino 37e · Tembo 52e | Spectateurs : 11 000                    | Spectateurs : 11 000 |
|                   | (Rapport)       |       |                                    | Spectateurs : 11 000                    | Spectateurs : 11 000 |

| 3 octobre 1996 | Arabie saoudite | 3 - 0 | Nouvelle-Zélande | Prince Mohamed bin Fahd Stadium, Dammam |  |
|                |                 |       |                  |                                         |  |
|                | (Rapport)       |       |                  |                                         |  |

| 9 octobre 1996 | Arabie saoudite | 0 - 0 | Australie | Prince Mohamed bin Fahd Stadium, Dammam |
|                |                 |       |           | Spectateurs : 9 000                     |
|                | (Rapport)       |       |           |                                         |

| 15 octobre 1996 | Oman      | 0 - 1 | Arabie saoudite | Sultan Qaboos Sports Complex, Mascate |                      |
|                 |           |       | al-Mehallel 75e | Spectateurs : 35 000                  | Spectateurs : 35 000 |
|                 | (Rapport) |       |                 | Spectateurs : 35 000                  | Spectateurs : 35 000 |

| 19 octobre 1996 | Arabie saoudite           | 2 - 2 | Qatar                      | Sultan Qaboos Sports Complex, Mascate            |                                                  |
|                 | Madani 46e · al-Jaber 56e |       | Mubarak 13e · Bujaloof 85e | Spectateurs : 15 000 Arbitrage : Masayoshi Okada | Spectateurs : 15 000 Arbitrage : Masayoshi Okada |
|                 | (Rapport)                 |       |                            | Spectateurs : 15 000 Arbitrage : Masayoshi Okada | Spectateurs : 15 000 Arbitrage : Masayoshi Okada |

| 21 octobre 1996 | Arabie saoudite                                    | 3 - 1 | Bahreïn     | Sultan Qaboos Sports Complex, Mascate               |                                                     |
|                 | al-Thuniyan 6e · al-Muwallid 20e · al-Mehallel 66e |       | Darwish 14e | Spectateurs : 3 500 Arbitrage : Sidi Békaye Magassa | Spectateurs : 3 500 Arbitrage : Sidi Békaye Magassa |
|                 | (Rapport)                                          |       |             | Spectateurs : 3 500 Arbitrage : Sidi Békaye Magassa | Spectateurs : 3 500 Arbitrage : Sidi Békaye Magassa |

| 24 octobre 1996 | Arabie saoudite | 0 - 1 | Koweït      | Sultan Qaboos Sports Complex, Mascate          |                                                |
|                 |                 |       | al-Saleh 3e | Spectateurs : 5 000 Arbitrage : Saeed Abdullah | Spectateurs : 5 000 Arbitrage : Saeed Abdullah |
|                 | (Rapport)       |       |             | Spectateurs : 5 000 Arbitrage : Saeed Abdullah | Spectateurs : 5 000 Arbitrage : Saeed Abdullah |

| 27 octobre 1996 | Arabie saoudite           | 2 - 2 | Émirats arabes unis | Sultan Qaboos Sports Complex, Mascate     |                                           |
|                 | al-Temawi 80e (pen.), 85e |       | Ali 54e, 82e        | Spectateurs : 6 000 Arbitrage : Saad Mane | Spectateurs : 6 000 Arbitrage : Saad Mane |
|                 | (Rapport)                 |       |                     | Spectateurs : 6 000 Arbitrage : Saad Mane | Spectateurs : 6 000 Arbitrage : Saad Mane |

| 6 novembre 1996 | Arabie saoudite | 1 - 0 | Bulgarie | Stade international du Roi-Fahd, Riyad |                      |
|                 | al-Muwallid 8e  |       |          | Spectateurs : 40 000                   | Spectateurs : 40 000 |
|                 | (Rapport)       |       |          | Spectateurs : 40 000                   | Spectateurs : 40 000 |

| 16 novembre 1996 | Arabie saoudite                           | 3 - 1 | Syrie         | Stade international du Roi-Fahd, Riyad |                      |
|                  | al-Temawi 5e · al-Muwallid 18e · Amin 52e |       | Kurdughli 88e | Spectateurs : 12 000                   | Spectateurs : 12 000 |
|                  | (Rapport)                                 |       |               | Spectateurs : 12 000                   | Spectateurs : 12 000 |

| 19 novembre 1996 | Arabie saoudite | 1 - 3 | Mali                          | Prince Mohamed bin Fahd Stadium, Dammam |                      |
|                  | al-Kouma 42e    |       | Coulibaly 5e · Dissa 64e, 76e | Spectateurs : 20 000                    | Spectateurs : 20 000 |
|                  | (Rapport)       |       |                               | Spectateurs : 20 000                    | Spectateurs : 20 000 |

| 29 novembre 1996 | Arabie saoudite                                           | 4 - 1 | Indonésie | Prince Mohamed bin Fahd Stadium, Dammam           |                                                   |
|                  | al-Mehallel 10e, 66e · al-Jamaan 75e · Hamzah Falatah 86e |       | Wabia 68e | Spectateurs : 10 000 Arbitrage : Omer Al-Mehannah | Spectateurs : 10 000 Arbitrage : Omer Al-Mehannah |
|                  | (Rapport)                                                 |       |           | Spectateurs : 10 000 Arbitrage : Omer Al-Mehannah | Spectateurs : 10 000 Arbitrage : Omer Al-Mehannah |

## Coupe d'Asie des nations 1996

### Effectif
Voici la liste des 20 joueurs sélectionnés par Nelo Vingada pour la phase finale de la Coupe d'Asie des nations 1996 aux Émirats arabes unis :

### Premier tour
Le tirage au sort du premier tour place l'Arabie saoudite dans le groupe B en compagnie de l'Iran, de l'Irak et de la Thaïlande, déjà dans la poule des Saoudiens en 1992.
| Groupe B |                 |     |   |   |   |   |    |    |      |
|          | Équipe          | Pts | J | G | N | P | BP | BC | Diff |
| 1        | Iran            | 6   | 3 | 2 | 0 | 1 | 7  | 3  | +4   |
| 2        | Arabie saoudite | 6   | 3 | 2 | 0 | 1 | 7  | 3  | +4   |
| 3        | Irak            | 6   | 3 | 2 | 0 | 1 | 6  | 3  | +3   |
| 4        | Thaïlande       | 0   | 3 | 0 | 0 | 3 | 2  | 13 | -11  |

| 5 décembre  | Arabie saoudite | 6 | 0 | Thaïlande       |
|             | Iran            | 1 | 2 | Irak            |
| 8 décembre  | Arabie saoudite | 1 | 0 | Irak            |
|             | Iran            | 3 | 1 | Thaïlande       |
| 11 décembre | Iran            | 3 | 0 | Arabie saoudite |
|             | Irak            | 4 | 1 | Thaïlande       |

| 5 décembre 1996 | Arabie saoudite                                                                          | 6 - 0 | Thaïlande | Stade Al-Maktoum, Dubaï                           |                                                   |
| 16:45           | al-Temawi 10e (pen.), 29e (pen.) · al-Mehallel 15e, 54e · al-Muwallid 18e · al-Jaber 52e |       |           | Spectateurs : 5 000 Arbitrage : Gamal Al-Ghandour | Spectateurs : 5 000 Arbitrage : Gamal Al-Ghandour |

| 8 décembre 1996 | Arabie saoudite | 1 - 0 | Irak | Stade Al-Maktoum, Dubaï                      |                                              |
| 16:45           | al-Mehallel 26e |       |      | Spectateurs : 12 000 Arbitrage : Ali Bujsaim | Spectateurs : 12 000 Arbitrage : Ali Bujsaim |

| 11 décembre 1996 | Iran                               | 3 - 0 | Arabie saoudite | Stade Al-Maktoum, Dubaï                          |                                                  |
| 16:45            | Daei 12e · Bagheri 37e · Azizi 47e |       |                 | Spectateurs : 12 000 Arbitrage : Masayoshi Okada | Spectateurs : 12 000 Arbitrage : Masayoshi Okada |

### Quart de finale
| 16 décembre 1996 | Arabie saoudite                                       | 4 - 3 | Chine                    | Stade Sheikh Zayed, Abou Dabi   |                                 |
| 19:30            | al-Thuniyan 31e, 65e · al-Jaber 34e · al-Mehallel 43e |       | Zhang 6e, 89e · Peng 16e | Arbitrage : Mohd Nazri Abdullah | Arbitrage : Mohd Nazri Abdullah |

### Demi-finale
| 18 décembre 1996 | Arabie saoudite                                                      | 0 - 0             | Iran                                                       | Stade Sheikh Zayed, Abou Dabi                      |                                                    |
| 19:00            |                                                                      |                   |                                                            | Spectateurs : 35 000 Arbitrage : Gamal Al-Ghandour | Spectateurs : 35 000 Arbitrage : Gamal Al-Ghandour |
| 19:00            | · al-Temawi · Sulimani · Zubromawi · al-Muwallid · al-Harbi · Madani | Tirs au but 4 - 3 | · Daei · Peyrovani · Yazdani · Estili · Bagheri · Khakpour | Spectateurs : 35 000 Arbitrage : Gamal Al-Ghandour | Spectateurs : 35 000 Arbitrage : Gamal Al-Ghandour |

### Finale
| 21 décembre 1996 | Arabie saoudite                                                | 0 - 0             | Émirats arabes unis          | Stade Sheikh Zayed, Abou Dabi                        |                                                      |
| 19:35            |                                                                |                   |                              | Spectateurs : 60 000 Arbitrage : Mohd Nazri Abdullah | Spectateurs : 60 000 Arbitrage : Mohd Nazri Abdullah |
| 19:35            | · al-Thuniyan · Zubromawi · al-Harbi · al-Temawi · al-Muwallid | Tirs au but 4 - 2 | · Ali · Saleh · Saad · Saeed | Spectateurs : 60 000 Arbitrage : Mohd Nazri Abdullah | Spectateurs : 60 000 Arbitrage : Mohd Nazri Abdullah |